# Région de Vilnius

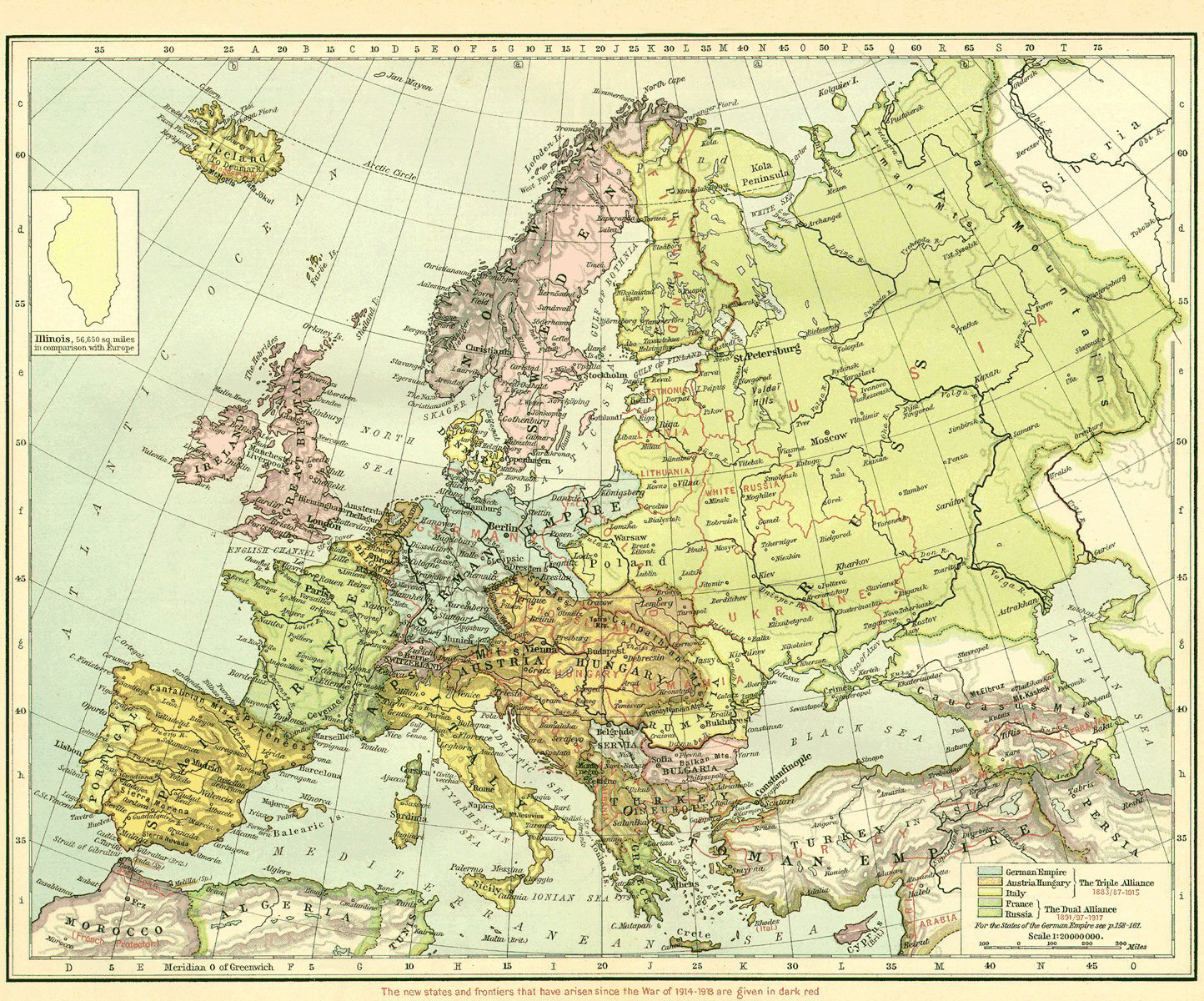
Carte de l'Europe en 1914.

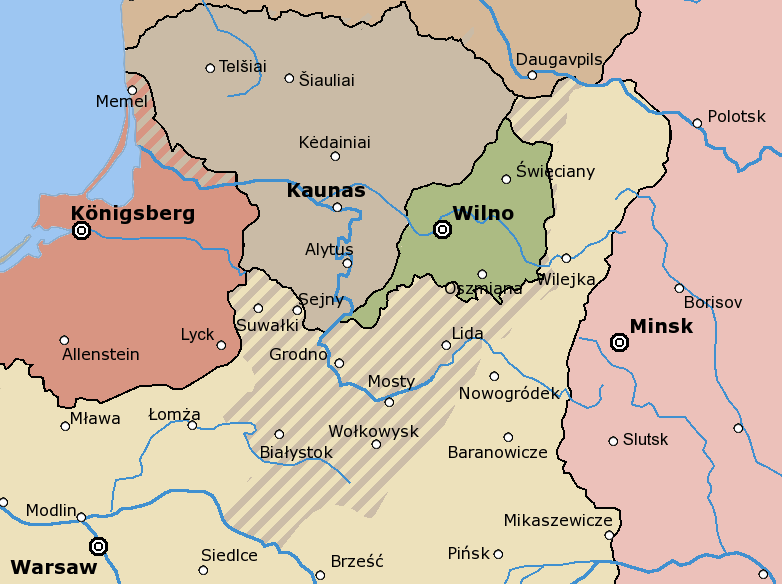
Territoire de la Lituanie centrale (en vert) créé par la Deuxième République polonaise sur les territoires de l'ancien GDL.

La région de Vilnius (lituanien : Vilniaus kraštas, polonais : Wileńszczyzna, biélorusse : Віленшчына) est le territoire de la Lituanie et de la Biélorussie actuelles, habité à l'origine par des tribus ethniques baltes et faisant partie de la Lituanie proprement dite, ayant subi au fil du temps des influences culturelles slaves orientales et polonaises.

## Histoire
Le territoire comprenait Vilnius, la capitale historique du Grand-Duché de Lituanie. Après avoir déclaré son indépendance de l'Empire russe, la Lituanie revendiqua la région de Vilnius sur la base de cet héritage historique. La Pologne plaida pour le droit à l'autodétermination des Polonais locaux. En conséquence, tout au long de la période de l'entre-deux-guerres, le contrôle de la zone fut contesté entre la Pologne et la Lituanie. L'Union soviétique l'a reconnue en tant que partie de la Lituanie dans le traité soviéto-lituanien de 1920, mais en 1920, la région fut saisie par la Pologne et pour devenir une partie de l'État fantaisiste fantôme de la Lituanie centrale, avant d'être incorporée à la Deuxième République de Pologne. 
Les conflits militaires directs (guerre polono-lituanienne et mutinerie de Żeligowski) ont été suivis de négociations infructueuses au sein de la Société des Nations. Après l'invasion soviétique de la Pologne en 1939, dans le cadre de l'accomplissement du pacte Molotov-Ribbentrop par l'Union soviétique, toute la région passa sous le contrôle soviétique. Environ un cinquième de la région, y compris Vilnius, a été cédé à la Lituanie par l'Union soviétique le 10 octobre 1939 en échange de bases militaires soviétiques situées sur le territoire de la Lituanie. Le conflit autour de la région de Vilnius a été réglé après la Seconde Guerre mondiale, lorsque la Pologne et la Lituanie ont été soumises à la domination soviétique et communiste et le rapatriement de certains Polonais dans leur pays. Depuis lors, la région est devenue partie intégrante de la RSS de Lituanie et, depuis 1990, de la Lituanie indépendante moderne.